# Легка атлетика на літніх Олімпійських іграх 2012 — біг на 100 метрів (жінки)

офіційне відео

Жіночі змагання з бігу на 100 метрів на літніх Олімпійських іграх 2012 в Лондоні (Велика Британія) відбулися 3-4 вересня на Олімпійському стадіоні.
У попередньому раунді найбільше всіх вразила Тоа Вісіл, спокійно вигравши з результатом 11.60 при зустрічному вітрі -1.6. Вона дуже добре розпочала свій чвертьфінальний забіг, зі старту випередивши триразову чемпіонку світу Еллісон Фелікс і решту учасниць забігу і їй не вистачило 0.05 с до виходу в півфінал. Кармеліта Джетер показала свій другий найкращий час сезону з легкістю вигравши раунд. Її партнерка за тренуваннями Блессінґ Окаґбаре справила враження, випередивши Тіанну Медісон з другим найкращим часом. Чинна чемпіонка світу Шеллі-Енн Фрейзер-Прайс доклали мінімум зусиль, щоб показати четвертий кваліфікаційний час.
Півфінальний відбірковий раунд був віддзеркаленням забігів попереднього вечора, Джетер знову показала 10.83, а 8-й кваліфікаційний час становив 11.01. Езінне Окпараебо встановила норвезький національний рекорд — 11.10, але все-одно їй не вистачило два місця, щоб пройти у фінал.
У фіналі Шеллі-Енн Фрейзер-Прайс захопила лідерство зі старту. На відміну від змагань чотирирічної давнини, їй не вдалося відірватися від переслідувачок, але фінішна швидкість дозволила їй фінішувати попереду Джетер. Вероніка Кемпбелл-Браун додала до своєї скарбнички бронзову медаль.
Час Джетерс був найшвидшим невиграшним часом в історії Олімпійських ігор. Крім того, всі місця з 2 те 4 показали найшвидший час для цього місця. Цей забіг був другим в історії коли 5 учасниць пробігли швидше за 10.90 (інший — олімпійський фінал 1992).

## Формат змагань
Змагання з бігу на 100 м почалися з попереднього раунду, в якому брали участь спортсменки, що не виконали мінімальних кваліфікаційних стандартів. 10 перших місць з попереднього раунду потім долучилися до інших учасниць у чвертьфінальних забігах. Три найшвидших спортсменки від кожного чвертьфінального забігу вийшли в півфінал, а також 3 найшвидших учасниці, які були поза межами трійок. Загалом вісім учасниць вийшли у фінал.

## Рекорди
Станом на 9 липня 2012 чинні світовий і олімпійський рекорди були такими:
| Світовий рекорд     | Флоренс Гріффіт-Джойнер (USA) | 10.49 | Індіанаполіс, США    | 16 липня 1988   |
| Олімпійський рекорд | Флоренс Гріффіт-Джойнер (USA) | 10.62 | Сеул, Південна Корея | 24 вересня 1988 |
| Рекорд сезону 2012  | Шеллі-Енн Фрейзер-Прайс (JAM) | 10.70 | Кінгстон, Ямайка     | 29 червня 2012  |

## Розклад змагань
Вказано Британський літній час (UTC+1)
| Дата                    | Час         | Раунд                           |
| ----------------------- | ----------- | ------------------------------- |
| П'ятниця, 3 серпня 2012 | 10:40 19:05 | Попередні змагання Чвертьфінали |
| Субота, 4 серпня 2012   | 19:35 21:55 | Півфінали Фінал                 |

## Результати

Official Офіційне відео попереднього раунду

### Попередні змагання
Кваліфікаційне правило: далі проходять перші двоє місць з кожного забігу (Q), а також два найшвидших часи (q) серед решти учасниць.

#### Забіг 1
Вітер:
Забіг 1: +0.9 m/s
| Місце | Спортсмен        | Країна                  | Час   | Примітки |
| ----- | ---------------- | ----------------------- | ----- | -------- |
| 1     | Фета Ахамада     | Коморські Острови (COM) | 11.81 | Q        |
| 2     | Дана Абдул Разак | Ірак (IRQ)              | 11.91 | Q        |
| 3     | Бамаб Напо       | Того (TOG)              | 12.24 | q, PB    |
| 4     | Чозьє Чуша       | Замбія (ZAM)            | 12.29 | PB       |
| 5     | Афа Ісмаїл       | Мальдіви (MDV)          | 12.52 | PB       |
| 6     | Ріма Таха        | Йорданія (JOR)          | 12.66 | PB       |
| 7     | Аїссата Туре     | Гвінея (GUI)            | 13.25 |          |
| 8     | Каїнгує Давід    | Кірибаті (KIR)          | 13.61 | PB       |

#### Забіг 2

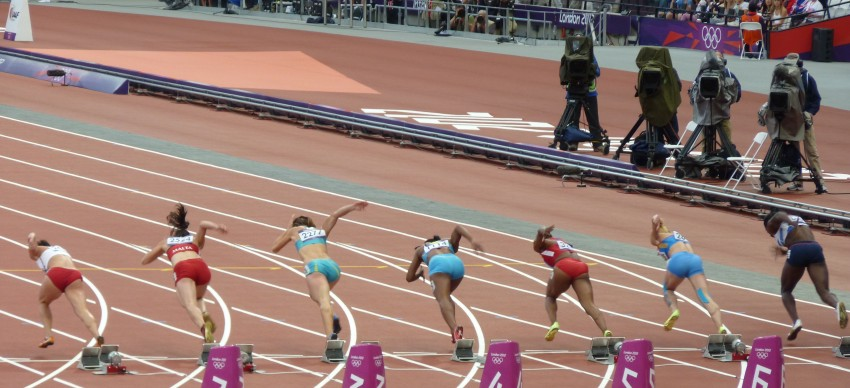
Чвертьфінальний забіг 2

Вітер:
Забіг 2: −0.2 m/s
| Місце | Спортсмен              | Країна        | Час   | Примітки |
| ----- | ---------------------- | ------------- | ----- | -------- |
| 1     | Делфін Атангана        | Камерун (CMR) | 11.71 | Q        |
| 2     | Каїна Мартінес         | Беліз (BIZ)   | 11.81 | Q        |
| 3     | Діана Борг             | Мальта (MLT)  | 12.00 | q        |
| 4     | Шінуна Салах Ель-Хабсі | Оман (OMA)    | 12.45 |          |
| 5     | Крістіна Лловера       | Андорра (AND) | 12.78 |          |
| 6     | Нафісса Сулейман       | Нігер (NIG)   | 12.81 |          |
| 7     | Асенат Маноа           | Тувалу (TUV)  | 13.48 | NR       |
| 8     | Фатіма Дахман          | Ємен (YEM)    | 13.95 |          |

#### Забіг 3

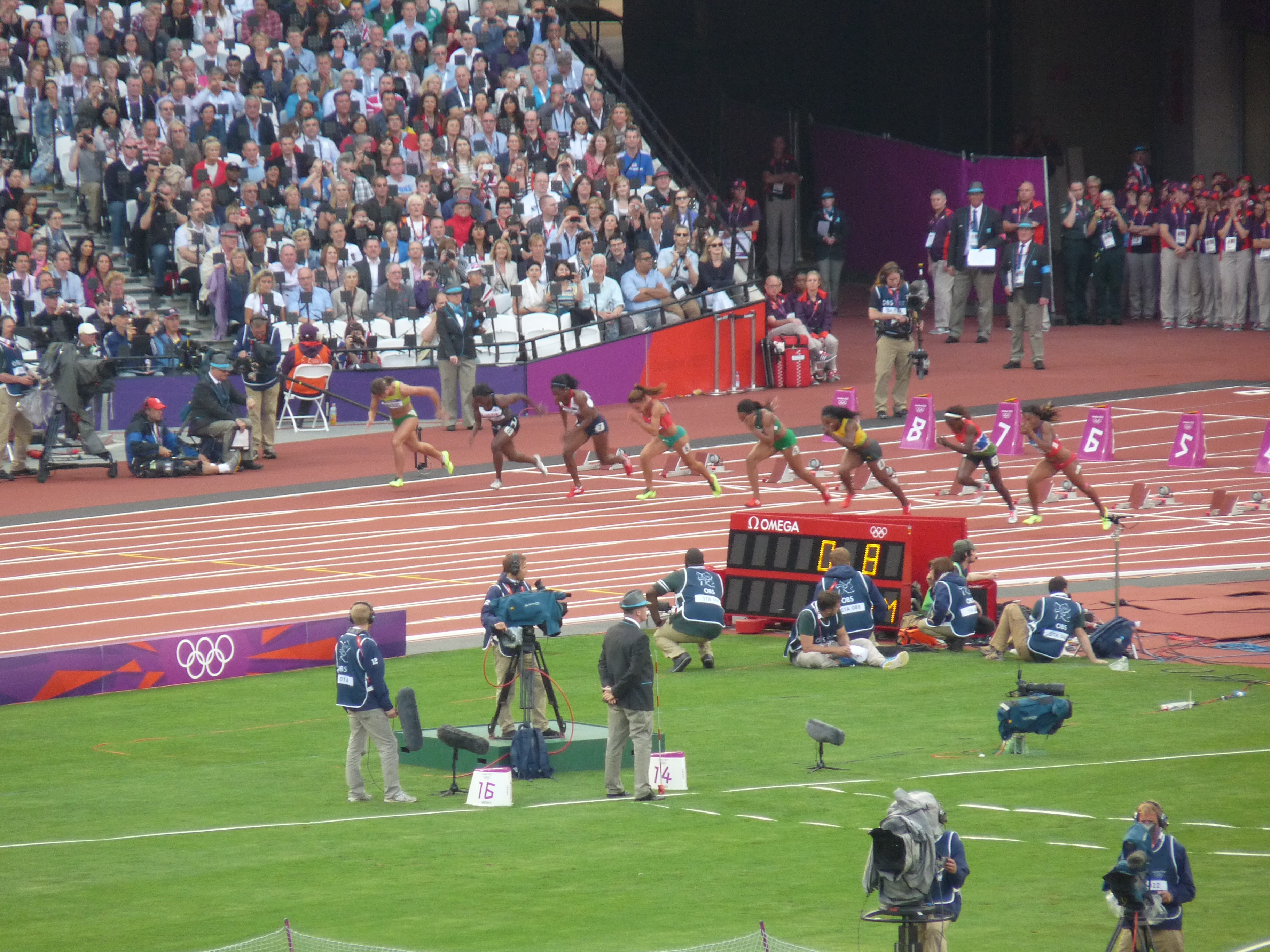
Чвертьфінальний забіг 3

Вітер:
Забіг 3: +0.2 m/s
| Місце | Спортсмен             | Країна                   | Час   | Примітки |
| ----- | --------------------- | ------------------------ | ----- | -------- |
| 1     | Лорен Базоло          | Республіка Конго (CGO)   | 11.87 | Q        |
| 2     | Фон Єе Пуй            | Гонконг (HKG)            | 12.02 | Q        |
| 3     | Патрісія Тайа         | Острови Кука (COK)       | 12.47 | SB       |
| 4     | Майса Режепова        | Туркменістан (TKM)       | 12.80 | PB       |
| 5     | Полін Квалеа          | Соломонові Острови (SOL) | 12.90 | PB       |
| 6     | Лаенлі Пхутхавонг     | Лаос (LAO)               | 13.15 |          |
| 7     | Рубі Джой Габріель    | Палау (PLW)              | 13.34 |          |
| Н/Д   | Нур Хуссайн Аль-Манкі | Катар (QAT)              | Н/Д   | DNF      |

#### Забіг 4

Офіційне відео чвертьфіналів

Вітер:
Забіг 4: −1.6 m/s
| Місце | Спортсмен         | Країна                             | Час   | Примітки |
| ----- | ----------------- | ---------------------------------- | ----- | -------- |
| 1     | Тоа Вісіл         | Папуа Нова Гвінея (PNG)            | 11.60 | Q        |
| 2     | Саруба Коллі      | Гамбія (GAM)                       | 12.21 | Q        |
| 3     | Мартіна Претеллі  | Сан-Марино (SMR)                   | 12.41 |          |
| 4     | Лідіан Лопес      | Кабо-Верде (CPV)                   | 12.72 |          |
| 5     | Хала Гезах        | Лівія (LBA)                        | 13.24 |          |
| 6     | Праміла Ріджал    | Непал (NEP)                        | 13.33 |          |
| 7     | Дженіс Алатоа     | Вануату (VAN)                      | 13.60 |          |
| 8     | Міхтер Вендолін   | Федеративні Штати Мікронезії (FSM) | 13.67 |          |
| 9     | Тахміна Кохістані | Афганістан (AFG)                   | 14.42 | PB       |

### Чвертьфінали
- 81 учасниця станом на 27 липня 2012.[5]

Кваліфікаційне правило: далі проходять перші три місця з кожного забігу (Q), а також три найшвидші (q) серед решти учасниць.

#### Забіг 1
Вітер:
Забіг 1: +0.4 m/s
| Місце | Спортсмен             | Країна                              | Час   | Примітки |
| ----- | --------------------- | ----------------------------------- | ----- | -------- |
| 1     | Келлі-Енн Баптіст     | Тринідад і Тобаго (TRI)             | 10.96 | Q        |
| 2     | Міріам Сумаре         | Франція (FRA)                       | 11.07 | Q, PB    |
| 3     | Верена Сайлер         | Німеччина (GER)                     | 11.12 | Q        |
| 4     | Езінне Окпараебо      | Норвегія (NOR)                      | 11.14 | q, NR    |
| 5     | Катержина Чехова      | Чехія (CZE)                         | 11.43 |          |
| 6     | Керрі-Енн Мітчелл     | Канада (CAN)                        | 11.49 |          |
| 7     | Тахеша Херріган-Скотт | Британські Віргінські Острови (IVB) | 11.59 | SB       |
| 8     | Фон Єе Пуй            | Гонконг (HKG)                       | 11.98 |          |

#### Забіг 2
Вітер:
Забіг 2: +1.5 m/s
| Місце | Спортсмен        | Країна                  | Час   | Примітки |
| ----- | ---------------- | ----------------------- | ----- | -------- |
| 1     | Кармеліта Джетер | США (USA)               | 10.83 | Q        |
| 2     | Ольга Блудова    | Казахстан (KAZ)         | 11.31 | Q        |
| 3     | Шеніка Фергюсон  | Багамські Острови (BAH) | 11.35 | Q        |
| 4     | Ольга Бєлкіна    | Росія (RUS)             | 11.38 |          |
| 5     | Аніка Онуора     | Велика Британія (GBR)   | 11.41 |          |
| 6     | Марта Єшке       | Польща (POL)            | 11.42 | =SB      |
| 7     | Юлія Баликіна    | Білорусь (BLR)          | 11.70 |          |
| 8     | Діана Борг       | Мальта (MLT)            | 11.92 | SB       |

#### Забіг 3
Вітер:
Забіг 3: +1.5 m/s
| Місце | Спортсмен               | Країна                | Час   | Примітки |
| ----- | ----------------------- | --------------------- | ----- | -------- |
| 1     | Вероніка Кемпбелл-Браун | Ямайка (JAM)          | 10.94 | Q        |
| 2     | Івет Лалова             | Болгарія (BUL)        | 11.06 | Q, =SB   |
| 3     | Глорія Асумну           | Нігерія (NGR)         | 11.13 | Q, =SB   |
| 4     | Ліна Грінчікайте        | Литва (LTU)           | 11.19 | q, NR    |
| 5     | Абідун Оєпітан          | Велика Британія (GBR) | 11.22 | q        |
| 6     | Фобай Куту-Акої         | Ліберія (LBR)         | 11.52 |          |
| 7     | Йомара Інестроза        | Колумбія (COL)        | 11.56 | SB       |
| 8     | Саруба Коллі            | Гамбія (GAM)          | 12.06 | NR       |

#### Забіг 4
Вітер:
Забіг 4: +0.7 m/s
| Місце | Спортсмен         | Країна                  | Час   | Примітки |
| ----- | ----------------- | ----------------------- | ----- | -------- |
| 1     | Блессінґ Окаґбаре | Нігерія (NGR)           | 10.93 | Q, PB    |
| 2     | Тіанна Медісон    | США (USA)               | 10.97 | Q        |
| 3     | Мішель-Лі Айє     | Тринідад і Тобаго (TRI) | 11.38 | Q        |
| 4     | Татьяна Пінто     | Німеччина (GER)         | 11.39 |          |
| 5     | Андреа Огрезяну   | Румунія (ROU)           | 11.44 |          |
| 6     | Німет Каракус     | Туреччина (TUR)         | 11.62 |          |
| 7     | Фета Ахамада      | Коморські Острови (COM) | 11.86 |          |
| 8     | Лорен Базоло      | Республіка Конго (CGO)  | 11.90 |          |

#### Забіг 5
Вітер:
Забіг 5: +2.2 m/s
| Місце | Спортсмен         | Країна                                | Час   | Примітки |
| ----- | ----------------- | ------------------------------------- | ----- | -------- |
| 1     | Еллісон Фелікс    | США (USA)                             | 11.01 | Q        |
| 2     | Розанжела Сантус  | Бразилія (BRA)                        | 11.07 | Q        |
| 3     | Рудді Занг Мілама | Габон (GAB)                           | 11.14 | Q        |
| 4     | Тоа Вісіл         | Папуа Нова Гвінея (PNG)               | 11.37 |          |
| 5     | Еллісон Петер     | Американські Віргінські Острови (ISV) | 11.41 |          |
| 5     | Веронік Ман       | Франція (FRA)                         | 11.41 |          |
| 5     | Тісато Фукусіма   | Японія (JPN)                          | 11.41 |          |
| 8     | Дана Абдул Разак  | Ірак (IRQ)                            | 11.81 |          |

#### Забіг 6
Вітер:
Забіг 6: +1.5 m/s
| Місце | Спортсмен               | Країна                  | Час   | Примітки |
| ----- | ----------------------- | ----------------------- | ----- | -------- |
| 1     | Шеллі-Енн Фрейзер-Прайс | Ямайка (JAM)            | 11.00 | Q        |
| 2     | Семой Хекетт            | Тринідад і Тобаго (TRI) | 11.04 | Q, PB    |
| 3     | Олеся Повх              | Україна (UKR)           | 11.18 | Q        |
| 4     | Гузель Хуббієва         | Узбекистан (UZB)        | 11.22 | SB       |
| 5     | Деббі Фергюсон-Маккензі | Багамські Острови (BAH) | 11.32 |          |
| 6     | Мелісса Брін            | Австралія (AUS)         | 11.34 |          |
| 7     | Вей Юнлі                | Китай (CHN)             | 11.48 |          |
| 8     | Бамаб Напо              | Того (TOG)              | 12.35 |          |

#### Забіг 7

Офіційне відео півфінального раунду

Вітер:
Забіг 7: +1.3 m/s
| Місце | Спортсмен            | Країна                                | Час   | Примітки |
| ----- | -------------------- | ------------------------------------- | ----- | -------- |
| 1     | Мюріель Ауре         | Кот-д'Івуар (CIV)                     | 10.99 | Q, NR    |
| 2     | Лаверн Джонс-Ферретт | Американські Віргінські Острови (ISV) | 11.07 | Q, NR    |
| 3     | керрон Стюарт        | Ямайка (JAM)                          | 11.08 | Q        |
| 4     | Дамола Осайомі       | Нігерія (NGR)                         | 11.36 |          |
| 5     | Наталя Погребняк     | Україна (UKR)                         | 11.46 |          |
| 6     | Марія Белібасакі     | Греція (GRE)                          | 11.63 |          |
| 7     | Делфін Атангана      | Камерун (CMR)                         | 11.82 |          |
| 8     | Каїна Мартінес       | Беліз (BIZ)                           | 11.89 |          |

### Півфінали
Кваліфікаційне правило: далі проходять по три перших місця з кожного забігу (Q), а також три найшвидших часи (q)серед решти учасниць.

#### Забіг 1
Вітер:
Півфінал 1: 0.0 m/s
| Місце | Спортсмен               | Країна                                | Час   | Примітки |
| ----- | ----------------------- | ------------------------------------- | ----- | -------- |
| 1     | Кармеліта Джетер        | США (USA)                             | 10.83 | Q        |
| 2     | Вероніка Кемпбелл-Браун | Ямайка (JAM)                          | 10.89 | Q        |
| 3     | Розанжела Сантус        | Бразилія (BRA)                        | 11.17 | PB       |
| 4     | Лаверн Джонс-Ферретт    | Американські Віргінські Острови (ISV) | 11.22 |          |
| 5     | Семой Хекетт            | Тринідад і Тобаго (TRI)               | 11.26 |          |
| 6     | Олеся Повх              | Україна (UKR)                         | 11.30 |          |
| 7     | Рудді Занг Мілама       | Габон (GAB)                           | 11.31 |          |
| 8     | Абідун Оєпітан          | Велика Британія (GBR)                 | 11.36 |          |

#### Забіг 2
Вітер:
Півфінал 2: +1.2 m/s
| Місце | Спортсмен               | Країна                  | Час   | Примітки |
| ----- | ----------------------- | ----------------------- | ----- | -------- |
| 1     | Шеллі-Енн Фрейзер-Прайс | Ямайка (JAM)            | 10.85 | Q        |
| 2     | Еллісон Фелікс          | США (USA)               | 10.94 | Q        |
| 3     | Келлі-Енн Баптіст       | Тринідад і Тобаго (TRI) | 11.00 | q        |
| 4     | Езінне Окпараебо        | Норвегія (NOR)          | 11.10 | NR       |
| 5     | Глорія Асумну           | Нігерія (NGR)           | 11.21 |          |
| 6     | Івет Лалова             | Болгарія (BUL)          | 11.31 |          |
| 7     | Шеніка Фергюсон         | Багамські Острови (BAH) | 11.32 |          |
| 8     | Ольга Блудова           | Казахстан (KAZ)         | 11.39 |          |

#### Забіг 3
Вітер:
Півфінал 3: +1.0 m/s
| Місце | Спортсмен         | Країна                  | Час   | Примітки |
| ----- | ----------------- | ----------------------- | ----- | -------- |
| 1     | Блессінґ Окаґбаре | Нігерія (NGR)           | 10.92 | Q, PB    |
| 2     | Тіанна Медісон    | США (USA)               | 10.92 | Q        |
| 3     | Мюріель Ауре      | Кот-д'Івуар (CIV)       | 11.01 | q        |
| 4     | Керрон Стюарт     | Ямайка (JAM)            | 11.04 |          |
| 5     | Міріам Сумаре     | Франція (FRA)           | 11.13 |          |
| 6     | Верена Сайлер     | Німеччина (GER)         | 11.25 |          |
| 7     | Ліна Грінчікайте  | Литва (LTU)             | 11.30 |          |
| 8     | Мішель-Лі Айє     | Тринідад і Тобаго (TRI) | 11.32 |          |

### Фінал
Вітер: +1.5 m/s
| Місце | Доріжкаs | Спортсмен               | Країна                  | Час   | Примітки |
| ----- | -------- | ----------------------- | ----------------------- | ----- | -------- |
| 1     | 7        | Шеллі-Енн Фрейзер-Прайс | Ямайка (JAM)            | 10.75 |          |
| 2     | 5        | Кармеліта Джетер        | США (USA)               | 10.78 | SB       |
| 3     | 4        | Вероніка Кемпбелл-Браун | Ямайка (JAM)            | 10.81 | SB       |
| 4     | 9        | Тіанна Медісон          | США (USA)               | 10.85 | PB       |
| 5     | 8        | Еллісон Фелікс          | США (USA)               | 10.89 | PB       |
| 6     | 2        | Келлі-Енн Баптіст       | Тринідад і Тобаго (TRI) | 10.94 |          |
| 7     | 3        | Мюріель Ауре            | Кот-д'Івуар (CIV)       | 11.00 |          |
| 8     | 6        | Блессінґ Окаґбаре       | Нігерія (NGR)           | 11.01 |          |